# Nihon Joshi Daigaku
Nihon Joshi Daigaku (日本女子大学), Japans kvinnouniversitet, är ett privat universitet i Tokyo i Japan, grundat 20 april 1901. Det är Japans äldsta och största privata universitet för kvinnor. Det var också det första universitet i Japan som tog emot kvinnliga studenter. 
Universitetet grundades av utbildningsreformatorn Jinzo Naruse. Det innehöll initialt fakultet för hushållsekonomi, japansk litteratur och engelsk litteratur. 